# Jean-Christophe Bette
Jean-Christophe Bette (Saint-Germain-en-Laye 3 december 1977) is een Frans voormalig roeier gespecialiseerd in het lichtgewicht boordroeien. Hij maakte zijn debuut tijdens de wereldkampioenschappen roeien 1998 met de gouden medaille in de niet-olympische lichte-twee-zonder-stuurman. Op de Olympische Zomerspelen 2000 maakte hij zijn olympische debuut met een olympische titel in de lichte-vier-zonder-stuurman. Een jaar later won Bette twee medailles tijdens de wereldkampioenschappen roeien 2001, een gouden in de lichte-acht en een bronzen in de lichte-vier-zonder-stuurman. Hijkon zich met de Franse ploeg niet plaatsen voor de Olympische Zomerspelen 2004. Bette won tijdens de wereldkampioenschappen roeien 2005 de gouden medaille in de lichte-vier-zonder-stuurman. Op de volgende twee wereldkampioenschappen won hij de zilveren medaille. Bij zijn tweede olympische deelname behaalde Bette de vierde plaat in de lichte-vier-zonder-stuurman. Hij won tijdens de wereldkampioenschappen roeien 2009 en 2010 de wereldtitel in de niet-olympische lichte-twee-zonder-stuurman. Bette sloot zijn carrière af met een bronzen medaille in de acht tijdens de wereldkampioenschappen roeien 2012 voor niet-olympische nummers.

## Resultaten
- Wereldkampioenschappen roeien 1998 in Keulen  in de lichte-twee-zonder-stuurman
- Wereldkampioenschappen roeien 1999 in St. Catharines 4e in de lichte-twee-zonder-stuurman
- Olympische Zomerspelen 2000 in Sydney  in de lichte-vier-zonder-stuurman
- Wereldkampioenschappen roeien 2001 in Luzern  in de lichte-vier-zonder-stuurman
- Wereldkampioenschappen roeien 2001 in Luzern  in de lichte-acht
- Wereldkampioenschappen roeien 2002 in Sevilla 6e in de lichte-vier-zonder-stuurman
- Wereldkampioenschappen roeien 2003 in Milaan 14e in de lichte-vier-zonder-stuurman
- Wereldkampioenschappen roeien 2004 in Banyoles 5e in de lichte-twee-zonder-stuurman
- Wereldkampioenschappen roeien 2005 in Kaizu  in de lichte-vier-zonder-stuurman
- Wereldkampioenschappen roeien 2006 in Eton  in de lichte-vier-zonder-stuurman
- Wereldkampioenschappen roeien 2007 in München  in de lichte-vier-zonder-stuurman
- Olympische Zomerspelen 2008 in Peking 4e in de lichte-vier-zonder-stuurman
- Wereldkampioenschappen roeien 2009 in Poznań  in de lichte-twee-zonder-stuurman
- Wereldkampioenschappen roeien 2010 in Cambridge  in de lichte-twee-zonder-stuurman
- Wereldkampioenschappen roeien 2011 in Bled 4e in de lichte-acht
- Wereldkampioenschappen roeien 2012 in Cambridge  in de lichte-twee-zonder-stuurman

1996: Victor Feddersen & Niels Henriksen & Thomas Poulsen & Eskild Ebbesen ·
2000: Laurent Porchier & Jean-Christophe Bette & Yves Hocdé & Xavier Dorfman ·
2004: Thor Kristensen & Thomas Ebert & Stephan Mølvig  & Eskild Ebbesen ·
2008: Mads Kruse Andersen & Eskild Ebbesen & Thomas Ebert & Morten Jørgensen·
2012: James Thompson & Matthew Brittain & John Smith & Sizwe Ndlovu ·
2016: Mario Gyr & Simon Niepmann & Simon Schürch & Lucas Tramèr
- Bibliothèque nationale de France: cb16191070f (data)
- International Standard Name Identifier: 0000 0000 7758 9985
- Virtual International Authority File: 107630698